# Związek Wypędzonych z Kresów Wschodnich RP
Związek Wypędzonych z Kresów Wschodnich RP – organizacja powstała w październiku 2003 z inicjatywy Jana Skalskiego. Skupia osoby wysiedlone z dawnych Kresów Wschodnich.
W odróżnieniu od innych stowarzyszeń kresowych skupionych w Światowym Kongresie Kresowian to ma za cel skuteczne egzekwowanie odszkodowań za mienie pozostawione przez Polaków na Wschodzie (tzw. mienie zabużańskie).
Siedziba zarządu krajowego mieści się przy ul. Moniuszki 13 w Bytomiu.